# Eleccions Presidencials dels Estats Units de 1996
L'elecció presidencial dels Estats Units de 1996 va ser una contesa entre el candidat demòcrata a la presidència Bill Clinton d'Arkansas i el candidat a la vicepresidència Al Gore de Tennessee versus el Senador republicà Bob Dole de Kansas a la presidència i l'ex-congressista i exsecretari del Gabinet Jack Kemp de Nova York per a la candidatura a vicepresident. Hi ha haver una tercera candidatura encapçalada per Ross Perot per el Partit Reformista, que va arribar a superar el 8% dels vots traient vots al Partit Republicà en diversos estats afavorint així als demòcrates. Clinton es va beneficiar d'una economia la qual s'havia recuperat de la recessió d'inici dels anys 1990. El president titular va guanyar la reelecció per un substancial vot popular amb un gran marge de victòria electoral.

## Nominacions

### Nominacions del Partit Demòcrata
| Candidats del Partit Demòcrata de 1996      |                                                 |
| Bill Clinton                                | Al Gore                                         |
| Candidat a la Presidència                   | Candidat a la Vicepresidència                   |
|                                             |                                                 |
| 42è President dels Estats Units (1993–2001) | 45° Vicepresident dels Estats Units (1993–2001) |
|                                             |                                                 |

El camí de Bill Clinton per a la nominació del Partit Demòcrata va transcórrer sense problemes. A la Convenció Nacional Demòcrata de 1996, el president Clinton i el vicepresident Al Gore van ser renominats per a prendre la posició. El candidat ex presidiari Lyndon LaRouche va guanyar alguns delegats d'Arkansas que van ser esborrats en la convenció.
Clinton va acabar guanyant les primàries nacionals, amb un marge constantment alt de fins més del 80%.
- Bill Clinton (inc.) - 9.706.802 (88,98%)
- Lyndon LaRouche - 596.422 (5,47%)
- Dividits - 411.270 (3,77%)

### Nominats republicans
| Candidats del Partit Republicà de 1996           |                                                                               |
| Bob Dole                                         | Jack Kemp                                                                     |
| Candidat a la Presidència                        | Candidat a la Vicepresidència                                                 |
|                                                  |                                                                               |
| Senador dels Estats Units per Kansas (1969-1996) | 9è Secretari d'Habitatge i Desenvolupament Urbà dels Estats Units (1989–1993) |
|                                                  |                                                                               |

El 10 d'abril de 1995, a punt de complir els 72 anys, el senador Bob Dole va tornar a anunciar la seva candidatura a la presidència, aquesta vegada per a les eleccions de 1996. Ho va fer davant del Capitoli de Kansas, a Topeka. "Tinc l'experiència. He estat provat, provat i provat de moltes maneres. No tinc por de governar, i sé com fer-ho" van ser les paraules de l'aspirant a cap d'estat. Dole va acabar vencent a Kansas amb un notable marge per sobre del seu oponent. En aquesta ocasió va ser el favorit entre els republicans des del principi. El seu protagonisme en la irresistible victòria del GOP en les eleccions legislatives de 1994 havia revitalitzat la seva ja vella figura.
Es va assegurar la nominació després de vèncer fàcilment en les primàries del Centre i l'Oest del país, i va dimitir del seu escó al Senat per a dedicar-se exclusivament a la campanya. Bob Dole va ser confirmat candidat en la Convenció Republicana celebrada a Sant Diego, acompanyant-li com a número dos el excongresista Jack Kemp (R - Nova York). La selecció de Kemp es va deure a la necessitat de Dole d'exaltar les polítiques del "reaganisme" i per a donar credibilitat a la seva promesa electoral de baixar un 15% l'impost sobre la renda, una presa de posició que suposava un gir en la seva carrera política i una contradicció amb les seves posicions anteriors. Jack Kemp, amb la seva reputació de "guru de l'economia" en els anys de Reagan, exerciria de portaveu perfecte de les propostes econòmiques llançades sense massa entusiasme per Dole amb l'únic objectiu de guanyar vots.
Però el tema de la campanya no van ser les seves retallades d'impostos. Va ser l'educació, la criminalitat, els beneficis socials i el futur. Dole tenia un discurs pausat, amb cadència de Kansas. Posseïa un agut sentit del que és possible i això ho va diferenciar dels seus parells republicans. Els electors sabien que un govern seu es distingiria per ser més pràctic que revolucionari. Considerat el millor senador dels últims 30 anys, el seu humor i la seva rectitud no dissimulaven la seva falta de carisma enfront d'un Bill Clinton jove que havia aconseguit reactivar l'economia.
A 1996, el guió bàsic de la campanya es va plantejar com "el desventurat Dole enfront de l'irresistible Clinton". Però quan cap al final del procés, aquest esquema va quedar parcialment eclipsat per les informacions sobre donatius d'origen dubtós a favor de Clinton, va ser el president el que es va trobar en un destret i qui va sofrir una relliscada. El repunt de Dole en les últimes setmanes de campanya va arribar massa tard, per la qual cosa en les eleccions presidencials del 5 de novembre de 1996 Clinton va ser el guanyador, obtenint 47 402 357 vots populars equivalents al 49,23% del total dels sufragis i vencent en 31 Estats i el Districte de Columbia. Va ser el primer demòcrata des de Franklin Roosevelt a guanyar la reelecció presidencial. Bob Dole va aconseguir 39198755 vots populars, que equivalien al 40,72% del total i va guanyar en 19 Estats del Sud, Centre i Oest. Ross Perot, que es va presentar com a independent, va obtenir 8 085 402 vots populars, equivalents al 8,40% dels sufragis emesos; Ralph Nader, candidat del Partit Verd, va obtenir 685 297 vots populars que equivalien al 0,71%. Harry Browne del Partit Llibertari va obtenir 485.798 vots populars, un 0,50%; i altres candidats minoritaris van sumar 420 024 vots populars, un 0,44%. En el Col·legi Electoral, Clinton va obtenir 379 Electors i Dole va tenir 159 Electors; d'aquesta manera va ser reelegit i va poder començar el seu segon mandat el 20 de gener de 1997.

## Resultats

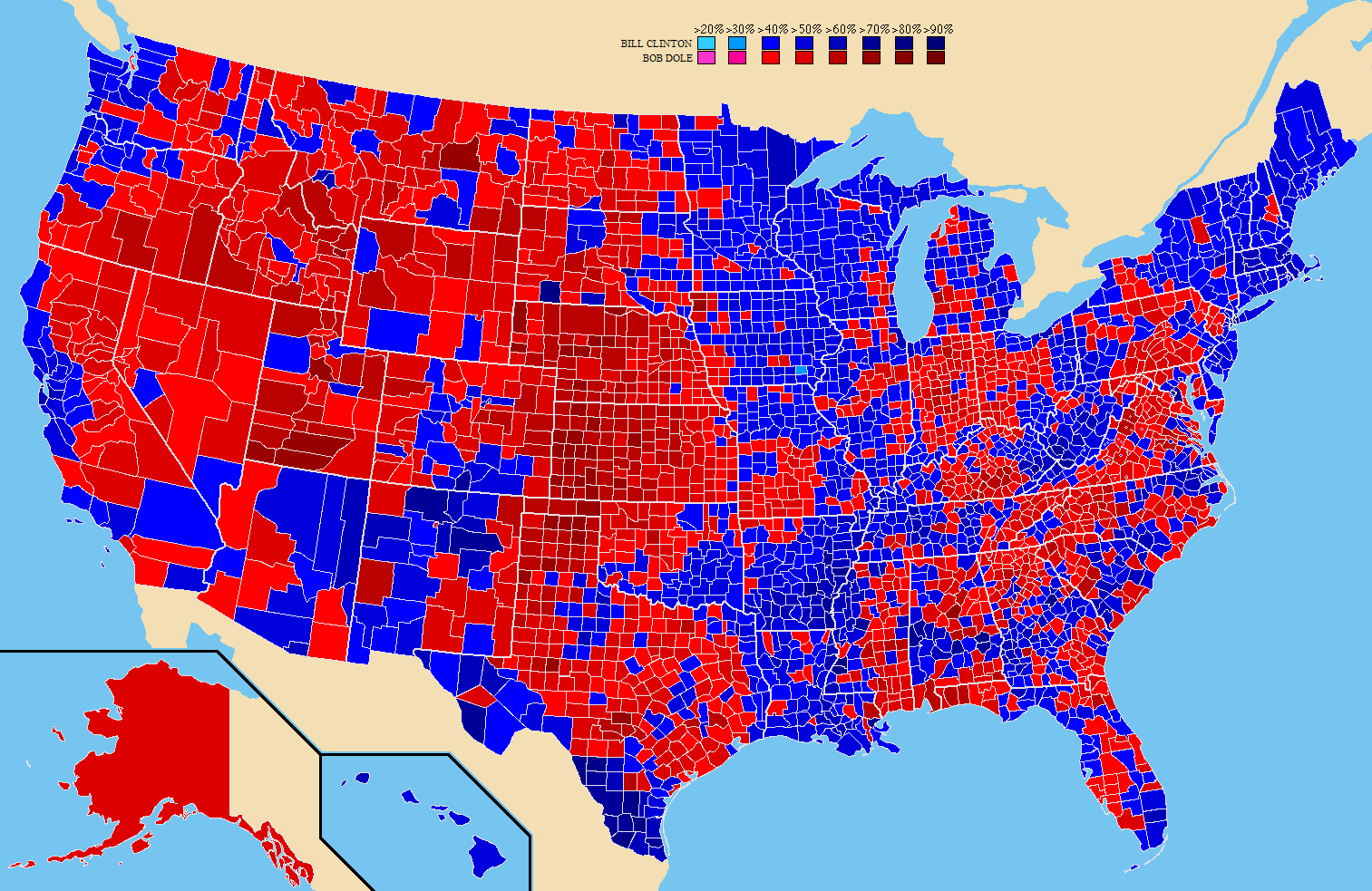
Bill Clinton
Bob DoleEls resultats de les eleccions per comtats.

Al final, el president Clinton va guanyar una victòria decisiva sobre Dole. El mapa del Col·legi Electoral no va canviar molt des de l'elecció anterior, amb el demòcrata incumbent guanyant 379 vots a favor, contra els 159 vots dels republicans. En l'occident, Dole va aconseguir guanyar Colorado i Montana que havien votat pel Partit Demòcrata en 1992, mentre que Clinton es va convertir en el primer demòcrata a guanyar l'estat d'Arizona des d'Harry Truman l'any 1948. Al Sud, Clinton va prendre la Florida dels republicans a canvi de la votació electoral a Geòrgia. L'elecció va ajudar a consolidar les perspectives presidencials democràtiques en els estats incloent Califòrnia, Vermont, Maine, Illinois, Nova Jersey, Pennsilvània, Míchigan, Delaware, Connecticut i en la qual tots votarien pel partit Demòcrata en les següents eleccions presidencials, ja que en les tres eleccions anteriors aquests estats havien votat pel partit republicà, i en la qual també aquests mateixos estats havien votat a favor de Richard Nixon en les eleccions de 1972. Nova Hampshire, per primera vegada des de les  contengui presidencial de 1944 va votar a favor d'un demòcrata després de votar a favor dels republicans.
L'elecció va ser també notable pel fet que per primera vegada en la història de EE. UU. el guanyador va ser elegit sense guanyar el vot masculí.

#### Estats disputats
Estats on el marge de victòria va ser del < 5%
1. Kentucky, 0,96%
2. Nevada, 1,02%
3. Georgia, 1,17%
4. Colorado, 1,37%
5. Virginia, 1,96%
6. Arizona, 2,22%
7. Tennessee, 2,41%
8. Montana, 2,88%
9. Dakota del Sud, 3,46%
10. Carolina del Nord, 4,69%
11. Texas, 4,93%

Estats on el marge de victòria va ser de < 10%
1. Mississipí, 5,13%
2. Indiana, 5,58
3. Florida, 5,70%
4. Carolina del Sud, 6,04%
5. Missouri, 6,30%
6. Ohio, 6,36%
7. Dakota del Nord, 6,81%
8. Alabama, 6,97%
9. Nou Mèxic, 7,33%
10. Oklahoma, 7,81%
11. Oregon, 8,09%
12. Pennsylvania, 9,20%
13. Nova Hampshire, 9,95%

Font: David Leip's Atles of O.S. Presidential Elections- County Data
Persones elegibles al vot: 196.498.000
Percentatge de les persones elegible a votar: 49,00%

### Llibres
- Laurence W. Moreland and Robert P. Steed, eds.. The 1996 Presidential Election in the South: Southern Party Systems in the 1990s, 1997.
- Ceaser, James W.; Andrew E. Busch Losing to Win: The 1996 Elections and American Politics, 1997.
- Clinton, Bill. My Life.  Vintage, 2005. ISBN 1-4000-3003-X.
- Green, John C. Financing the 1996 Election, 1999.
- Pomper, Gerald M.; et al The Election of 1996: Reports and Interpretations, 1997.

### Articles
- Jelen, Ted G.; Marthe Chandler «Culture Wars in the Trenches: Social Issues as Short-Term Forces in Presidential Elections, 1968–1996». The American Review of Politics, 21, 2000, pàg. 69–87.